# Kamal Bahamdan
Kamal Abdullah Bahamdan (in arabo كمال باحمدان‎?; Riad, 12 febbraio 1970) è un cavaliere saudita.

## Palmarès

### Olimpiadi
- 1 medaglia:
  - 1 bronzo (Londra 2012 nel salto a squadre)